# Associació de Futbol de Zàmbia
L'Associació de Futbol de Zàmbia (anglès: Football Association of Zambia; FAZ) és la institució que regeix el futbol a Zàmbia. Agrupa tots els clubs de futbol del país i es fa càrrec de l'organització de la Lliga zambiana de futbol i la Copa. També és titular de la Selecció de futbol de Zàmbia absoluta i les de les altres categories.
Va ser fundada el 1929.
- Afiliació a la FIFA: 1964
- Afiliació a la CAF: 1964